# Hinterwildalpenbach
Der Hinterwildalpenbach  ist ein linker Nebenfluss der Salza im österreichischen Bundesland Steiermark.

## Verlauf
Der Hinterwildalpenbach entsteht durch den Zusammenfluss von Lurgbach und Eiblbach. Er fließt in östlicher Richtung bis zu seiner Mündung in die Salza.
Das Einzugsgebiet des Baches gehört zum Gemeindegebiet von Wildalpen. 

## Nebenbäche

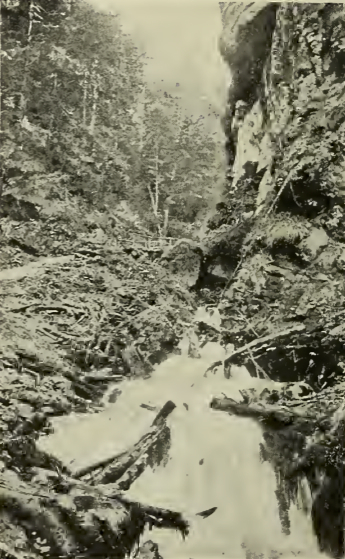
Schreierklammquelle (1905)

Das Einzugsgebiet des Hinterwildalpenbachs umfasst 55,85 Quadratkilometer. Die wichtigsten Nebenbäche sind:
| Name            | Mündungsseite     | Mündungsort     | Einzugsgebiet in km² |
| --------------- | ----------------- | --------------- | -------------------- |
| Lurgbach        | rechter Quellbach |                 | 06,40                |
| Eiblbach        | linker Quellbach  |                 | 03,22                |
| Eisenerzer Bach | rechts            | Hinterwildalpen | 08,05                |
| Schreierbach    | rechts            | Schreiereng     | 04,28                |
| Siebenseebach   | rechts            | Winterhöh       | 27,10                |

## Naturpark Steirische Eisenwurzen
Das Einzugsgebiet des Hinterwildalpenbachs liegt im Naturpark Steirische Eisenwurzen.

## Wasser
Für die II. Wiener Hochquellenleitung werden die Schreierklammquelle und die Siebenseequellen gefasst.